# Acid palmitic
Acidul palmitic, CH3(CH2)14COOH, este un acid gras saturat superior, monobazic, foarte răspândit în natură sub forma gliceridelor vegetale sau animale: în uleiul de tal și în toate grăsimile  și uleiurile naturale (floarea-soarelui: 10%, bumbac: 20%, untură, seu: 25%). 
Este o substanță solidă inflamabilă, sub formă de cristale albe. E insolubil în apă; ușor solubil, la cald, în solvenți organici (alcool, eter, benzen etc.). Masa moleculară 256,42, punct de topire 62,8° C, punct de fierbere 219° C (la 20 mm Hg). Se obține din diferite grăsimi naturale (spermanțet etc.) prin saponificare, din ulei de palmier și prin hidroliza grăsimilor naturale. Se purifică prin cristalizare.
Se întrebuințează la fabricarea săpunului, palmitaților metalici, uleiurilor lubrifiante, materialelor hidroizolatoare, aditivilor alimentari. Este utilizat și în cosmetică și medicină. 
Sinonime: acid hexadecanoic, acid hexadecilic, acid cetilic.